# MisionPaz

## Historia
La Iglesia Misión Paz fue fundada en la ciudad de Cali en el año 1999 por el pastor John M Rodríguez  y su esposa Norma Ruiz. su sede inicialmente estaba ubicada en Las Vallas antiguo centro artístico musical ubicado en Menga-Cali, Colombia y en la actualidad pasaron su sede a un terreno ubicado en la zona de bares y discotecas del norte de la ciudad, vía Yumbo. La Iglesia maneja una doctrina de valores y principios basada en la Biblia.  La enseñanza se centra en prosperidad,  las promesas de Dios, la fe, la esperanza y los valores familiares. Su enfoque principal está en poder transformador del Espíritu Santo.
Esta iglesia utiliza en su organización las células o grupos de paz, que básicamente son reuniones de un grupo reducido de personas en los barrios de la ciudad, que tienen características demográficas en común, en donde se discuten distintos temas de la vida cristiana.
Según su sitio oficial Actualmente adelantan su construcción de un auditorio de 7.000 personas. Donde tienen pensando congregar 25.000 personas cada fin de semana las cuales hacen parte de su membresía

## Creencias
Las creencias de Misión Paz son básicamente las mismas creencias de la gran mayoría de iglesias protestantes, pero con un énfasis pentecostal y carismático, por lo cual, esta iglesia puede ser catalogada como una iglesia protestante neopentecostal.  Creen que existe un solo Dios en tres personas: Dios el Padre, Dios el Hijo y Dios el Espíritu Santo, además en el bautismo en agua, y en el Espíritu, que trae consigo la manifestación de los dones del Espíritu Santo. Además creen en la segunda venida de Jesucristo y en que Dios desea prosperar a todos los creyentes, incluyendo en esta creencia algunos apartes, pero no en su totalidad, lo propuesto en la teología de la prosperidad.